# Emocija
Emocija je uzbuđenost izazvana situacijom ili stimulusom koji je osobi važan. Sastoji se iz tri komponente: fiziološke, izražajne i subjektivne. Fiziološka komponenta priprema organizam za adekvatno reagovanje, izražavanjem se obavlja neverbalna komunikacija, a preko doživljaja spoznajemo u kakvom smo stanju. Emocije imaju adaptivnu i komunikativnu funkciju. Dele se na osnovne, složene, prijatne, neprijatne. Osnovne emocije su urođene reakcije na draži, i izražavaju se kod svih ljudi na sličan način. To su sreća, tuga, ljutnja, strah, gađenje i iznenađenje. Afekt, raspoloženje i sentiment su emocionalna stanja različitog intenziteta i trajanja, a afektivni ton je doživljaj prijatnosti i neprijatnosti i sastavni je deo svakog osećanja. Postoji više teorija o tome kako nastaju emocije: Džejms-Langeova, Kenon-Bardova i Teorija kognitivne procene. Prema Džejms-Langeovoj teoriji,emocija je doživljaj fizioloških promena u organizmu koje se refleksno dešavaju u određenoj situaciji i pokreću određeno ponašanje. Prema kognitivnim teorijama, emocija je rezultat procene smisla i značaja situacije. Nijedna dosadašnja teorija emocija nije primenljiva na sve ljude i sve situacije.
Emocija je bilo koje svesno iskustvo karakterisano intenzivnom mentalnom aktivnošću i izvesnim stepenom zadovoljstva ili nezadovoljstva. Naučni diskurs se pomerio na druga značenja i nema više svesnog u definiciji. Emocije su obično isprepletane sa raspoloženjem, temperamentom, personalnošću, dispozicijom, i motivacijom. Po nekim teorijama, spoznaja je važan aspekat emocije. Osobe koje prvenstveno deluju sledeći emocije koje osećaju mogu da izgledaju kao da ne razmišljaju, mada su mentalni procesi i dalje neophodni, naročito u tumačenju događaja. Na primer, realizacija našeg uverenja da smo u opasnoj situaciji i naknadno uzbuđenje živčanog sistema našeg tela (brz rad srca i disanja, znojenje, napetost mišića) je sastavni deo iskustva našeg osećaja straha. Međutim, druge teorije tvrde da je emocija odvojena i da može prethoditi spoznaji.
Emocije su kompleksne. Prema nekim teorijama, one su stanja osećanja koja rezultiraju fizičkim i psihološkim promenama koje utiču na naše ponašanje. Fiziologija emocije je blisko povezana sa uzbuđenjem nervnog sistema, pri čemu su različita stanja i jačine uzbuđenja povezani sa specifičnim emocijama. Emocije su isto tako povezane sa tendencijama ponašanja. Ekstrovertirani ljudi su po prirodi više socijalni i izražavaju svoje emocije, dok su introvertne osobe u većoj meri društveno povučene i sakrivaju svoje emocije. Emocija je često pokretačka sila motivacije, pozitivne ili negativne.
Emocije obuhvataju različite komponente, kao što su subjektivno iskustvo, kognitivni proces, izražajno ponašanje, psihofiziološke promene i instrumentalno ponašanje. Svojevremeno su akademici pokušali da poistovete emociju sa jednom od komponenti: Vilijam Džejms sa subjektivnim iskustvom, bihevioristi sa instrumentalnim ponašanjem, psihofiziolozi sa fiziološkim promenama, i tako dalje. U bližoj prošlosti se smatralo da se emocija sastoji od svih komponenti. Različite komponente emocije su kategorisane donekle različito u zavisnosti od naučne discipline. U psihologiji i filozofiji, emocija tipično obuhvata subjektivno, svesno iskustvo prvenstveno karakterisano psihofiziološkim izrazima, biološkim reakcijama, i mentalnim stanjima. Sličan višekomponentni opis emocije je prisutan u sociologiji. Na primer, Pegi Toits je pisala da emocije obuhvataju fiziološke komponente, kulturne ili emocionalne etikete (ljutnja, iznenađenje, etc.), ekspresivne radnje tela, i procenu situacija i konteksta.
Obim istraživanja o emocijama značajno je povećan u poslednje dve decenije, sa mnogim oblastima koja doprinose uključujući psihologiju, neurologiju, endokrinologiju, medicinu, istoriju i računarske nauke. Brojne teorije koje pokušavaju da objasne poreklo, neurobiologiju, iskustvo i funkciju emocija samo su dodatno podstakle intenzivnije istraživanje o ovoj temi. Trenutne oblasti istraživanja koncepta emocije uključuju razvoj materijala koji stimulišu i izazivaju emocije. Pored toga PET skeniranje i  snimci pomažu u izučavanju afektivnih procesa u mozgu.
„Emocije se mogu definisati kao pozitivno ili negativno iskustvo koje je povezano sa određenim obrascem fiziološke aktivnosti.” Emocije proizvode različite fiziološke, bihevioralne i kognitivne promene. Originalna uloga emocija bila je da motiviše adaptivno ponašanje koje bi u prošlosti doprinelo opstanku ljudi. Emocije su odgovor na značajne interne i eksterne događaje.

## Etimologija, definicije, i diferencijacija
Reč „emocija” datira unazad iz 16. veka, kad je bila adaptirana od francuske reči émouvoir, sa značenjem „uzbuditi”. Termin emocija je uveden u akademske diskusije kao pojam koji obuhvata strasti, sentimente i naklonosti. Prema jednom rečniku, najranije preteče reči verovatno datiraju iz vremena samog nastanka jezika. Moderna reč emocija je heterogena. U nekim upotrebama reči, emocije su intenzivna osećanja koja su usmerena na nekog ili nešto. S druge strane, reč emocija se može koristiti za označavanje stanja koja su blaga (npr. iznerviran ili zadovoljan) i stanja koja nisu usmerena na nešto specifično (kao u anksioznosti i depresiji). Jedna linija istraživanja tako razmatra značenje reči emocije u svakodnevnom jeziku i ova upotreba je prilično različita od onog u akademskom diskursu.
Jedna druga linija istraživanja razmatra niz drugih jezika, pored engleskog, a jedan zanimljiv zaključak je da mnogi jezici imaju sličan, ali ne identičan pojam. U antropologiji, nemogućnost izražavanja ili uočavanja emocija ponekad se naziva aleksitimijom.
Neki teoretičari opisuju emocije kao diskretne i dosledne odgovore na interne ili eksterne događaje koji imaju poseban značaj za organizam. Emocije su kratkotrajne i sastoje se od koordiniranog skupa odgovora, koji mogu uključivati verbalne, fiziološke, ponašanje i neuralne mehanizme. Psihoterapeut Majkl K. Graham opisuje sve emocije kao da postoje na kontinuumu intenziteta. Stoga strah može ići od blage zabrinutosti do užasa, ili sram može biti u opsegu od jednostavnog stida do toksične sramote. Emocije su isto tako bile opisane kao biološki date i kao rezultat evolucije, jer su pružile dobra rešenja za drevne i ponavljajuće probleme sa kojima se se susretali naši preci. Raspoloženja su osećanja koja su manje intenzivna od emocija i često nemaju kontekstualni stimulans.
Emocija se može razlikovati od brojnih sličnih konstrukata u okviru afektivne neuronauke:
- Osećanja se najbolje mogu razumeti kao subjektivna reprezentacija emocija, privatna za osobu koja iz doživljava.
- Raspoloženja su difuzna afektivna stanja koja generalno traju znatno duže od emocija i isto tako su obično manje intenzivna od emocija.
- Afekat je zaokružujući pojam, koji se koristi za sveukupno opisivanje tema emocija, osećaja i raspoloženja, iako se često upotrebljava sinonimno s emocijom.

Dodatno, postoje odnosi između emocija, kao što je posedovanje pozitivnih ili negativnih uticaja, sa direktnim suprotnostima postojećeg. Ovi koncepti se opisuju putem kontrastiranja i kategorizacije emocija. Graham razlikuje emocije kao funkcionalne ili disfunkcionalne i tvrdi da od svih funkcionalnih emocija osoba ima koristi.

## Komponente emocija
Emocija se sastoji od tri komponente:
1. fiziološke komponente
2. izražajne ( ponašanje ) komponente
3. subjektivne ( doživljajne ) komponente.

### Fiziološka komponenta
Kada doživljavamo emociju, u organizmu se dešavaju fiziološke promene kao što su ubrzan rad srca,ubrzano disanje,pojačano lučenje hormona, napetost mišića itd. Funkcija fizioloških promena je da povećaju nivo energije i tako pripreme organizam za napor i hitnu reakciju. Što su fiziološke promene jače, to je snažniji i doživljaj emocije.

### Izražajna komponenta
Emocije se izražavaju kroz smeh, plač, facijalnom ekspresijom, gestikulacijom, tonom i bojom glasa itd. Funkcija emocionalnih izraza je komunikacija, tj.prenošenje poruka. Izražavajući emocije, ljudi prenose poruku kako se osećaju, šta nameravaju da urade i šta očekuju od ostalih. S druge strane, ljudi prepoznaju tuđe emocionalne izraze i tako se pripremaju i odlučuju kako će se ponašati.

### Subjektivna komponenta
Lični doživljaji sreće, tuge, straha, ljubomore, ljutnje su subjektivna komponenta emocije. Oni nas usmeravaju da razmišljamo o njihovim uzrocima i tako učimo kako da izbegnemo neprijatna iskustva i da kontrolišemo okolnosti sa kojima se susrećemo. Postoji mnogo emocija, a jedan psiholog je registrovao preko 500 izraza kojima se opisuju.

## Neuronske osnove emocija
U prvoj polovini dvadesetog veka bilo je više eksperimentalnih pokušaja da se nastanak emocija pripiše aktivnosti jedne specifične moždane strukture. Tako je najpre ključna uloga u razvoju emocija pripisivana hipotalamusu, da bi nešto kasnije limbički sistem bio opisan poput neke vrste "emocionalnog mozga".
Prema jednom od savremenih pogleda, emocije su odraz aktivnosti više moždanih struktura:
- kortikalnih, koje stvaraju odgovarajuće kognitivno stanje;
- limbičkih, koje aktiviraju moždano stablo i talamus;
- hipotalamičkih, koje regulišu humoralni i autonomni nervni odgovor;
- moždanog stabla i talamusa, koji održavaju kortikalnu budnost.

Medijalni deo prefrontalnih režnjeva je mesto emocionalno-kognitivnih interakcija. Metoda oslikavanja mozga pokazala je aktivnost u ovom delu mozga u situacijama kada su emocionalne reakcije kognitivno suprimirane ili razmatrane.

## Vrste emocija
Emocije se dele na osnovne (primarne) i složene (sekundarne). Postoji 6 osnovnih emocija i to su: radost, ljutnja, tuga, strah, gađenje i iznenađenje. Navedene emocije su osnovne zato što ih ispoljavaju svi ljudi i poneke životinje; u svim kulturama se izražavaju na sličan način; javljaju se brzo i kratko traju. Složene emocije su ljubav, mržnja, zavist, ljubomora, nada, dostojanstvo, humor, krivica itd.

## Podela emocija prema intenzitetu i trajanju
Afekt je intenzivna i kratkotrajna emocija koja se iznenada javlja. Primeri su paničan strah, nesavladiv bes, euforična sreća, očaj itd. Afekt ponekad izaziva blokadu mišljenja i tada osoba može izgubiti kontrolu nad ponašanjem i postati nasilna.
Raspoloženje je osećanje slabog intenziteta i dužeg trajanja. Raspoloženje se opisuje izrazima poput dobro, loše, vedro, tmurno. Nekada raspoloženje nastaje bez vidljivog razloga i tada se dovodi u vezu sa temperamentom.
Sentiment je složen emocionalni odnos, koji uključuje stavove i vrednosti, a predstavlja dispoziciju da se određena emocija ponovo javi. Primeri sentimenta su ljubav, mržnja, patriotizam. Kao emocionalni odnos, sentiment obuhvata razna osećanja, koja se javljaju u zavisnosti od situacije.
Afektivni ton je doživljaj ekstremne prijatnosti i neprijatnosti. Sastavni je deo svih vrsta emocija. Intenzitet afektivnog tona kreće se od ekstremne prijatnosti do ekstremne neprijatnosti i od njega zavisi kvalitet doživljaja.

## Teorije emocija

### Antička Grčka, Antička Kina, Islamsko zlatno doba i srednji vek
Teorije o emocijama se povlače malo predaleko što se tiče stoike Antičke Grčke i Antičke Kine. U Kini, verovalo se da je preterana emocija štetila či, što zauzvrat šteti vitalnim organima. Hipokratova teorija četiri humora doprinela je proučavanju emocija na isti način kao i medicine.
Tokom islamskog zlatnog doba, persijski polihistor Avicena teoretisao je uticaj emocija na zdravlje i ponašanje, ukazujući na potrebu upravljanja emocijama. Zapadna filozofija je na različite načine smatrala emocije. U stoicističkim teorijama smatralo se da je to prepreka razumevanju, a time i prepreka vrlini. Aristotel je verovao da su emocije bitna komponenta vrline. Iz Aristotelove tačke gledišta sve emocije (nazvane strasti) odgovaraju apetitima ili kapacitetima. U srednjem veku, Aristotelova tačka gledišta je usvojena i dalje razvijana posebno od strane sholastike i Toma Akvinskija. Postoje i teorije emocija u radovima filozofa kao što su Rene Dekart, Nikolo Makijaveli, Baruh Spinoza, Tomas Hobs i Dejvid Hjum. U 19. veku emocije su smatrane adaptivnim i češće su proučavane iz empirijske psihijatrijske perspektive.

### Evolucijske teorije

#### 19 vek
Perspektive emocija iz evolucionarne teorije pokrenute su sredinom i krajem 19. veka knjigom Čarlsa Darvina iz 1872. godine Izraz emocije u čoveku i životinjama. Darvin je tvrdio da su emocije zapravo služile ljudima u komunikaciji i u pomaganju njihovog preživljavanja. Darvin je, stoga, tvrdio da su emocije evoluirale putem prirodne selekcije i stoga imaju univerzalne međukulturne duplikate. Darvin je takođe detaljno opisao vrline osećanja emocija i paralelnih iskustava koja se javljaju kod životinja. Ovo je omogućilo istraživanje emocija životinja i eventualno određivanje nervnih osnova emocija.

#### Savremena
Savremeniji pogledi evolucionog psihološkog spektra pretpostavljaju da su se osnovne emocije i društvene emocije razvijale da motivišu (socijalna) ponašanja koja su prilagodljiva u nasleđenoj okolini. Trenutna istraživanja sugerišu da su emocije suštinski deo bilo kojeg ljudskog donošenja i planiranja odluka, a čuvena razlika između razuma i emocija nije toliko jasna koliko se čini. Pol D. Maklin tvrdi da se emocija takmiči sa više instinktivnim odgovorima, sа jedne strane, i apstraktnijim obrazloženjem, sa druge strane. Povećani potencijal u neuroimejžingu je omogućio istragu o starim evolucionim delovima mozga. Važne neurološke perspektive su proizašle baš iz ovih perspektiva 1990-ih godina od strane Đžozefa E. Lidoksa i Antonija Damasa.
Istraživanje socijalnih emocija takođe se fokusira na fizički prikaz emocije, uključujući jezik tela životinja i ljudi (pogledajte prikaz uticaja). Na primer, čini se da inat deluje protiv pojedinca, ali može da utvrdi reputaciju pojedinca kao nekoga ko se plaši. Sram i ponos mogu motivisati ponašanja koja pomažu nekome da održi svoje stajanje u zajednici, a samopoštovanje je procena njegovog statusa.

### Džejms-Langeova teorija
Džejm-Langeova teorija govori da su emocije instinktivne, odnosno da se u određenoj situaciji automatski pokreću fiziološke promene u organizmu i promene u ponašanju. Prema ovoj teoriji, prvo nastaju fiziološke reakcije i ponašanje, a potom emocionalni doživljaj;ljudi u hitnim situacijama prvo reaguju,a zatim dožive emociju. Iz ove teorije sledi da se emocije ne mogu svesno regulisati zato što su refleksne.

### Kenon-Bardova teorija
Volter Kenon i Filip Bard nisu se slagali sa Džejm-Langeovom teorijom da je emocija instiktivna reakcija. Oni su smatrali da su fiziološke promene slične kod većine emocija i da su sve tri komponente istovremeno pokrenute opažanjem,odnosno procesima u mozgu, a ne u nervnom sistemu.

### Teorija kognitivne procene
Prema ovoj teoriji, emocije zavise od toga kako osoba procenjuje situaciju odnosno koji joj smisao pridaje. Od smisla koji osoba pridaje određenoj situaciji zavisi kako će reagovati. Ljudi različito reaguju na iste situacije zato što ih različito tumače. Prema kognitivnoj teoriji, ljudi mogu da menjaju način emocionalnog doživljavanja i reagovanja svojim razumom ili načinom razmišljanja. Čak i u ekstremno hitnim situacijama prvo se procenjuje a zatim reaguje,zato što se misli i procene mogu toliko brzo odvijati da ih nismo ni svesni. Brzina procene zavisi od složenosti situacije, načina mišljenja, znanja, iskustva i uverenja. Procene mogu biti pogrešne i tada izazivaju neadekvatne emocionalne reakcije.

## Literatura
- Ekman, Paul (1971). Universals and Cultural Differences in the Judgments of Facial Expressions of Emotion. California: American Psychological Association.
- Fox, Elaine (2008). Emotion Science: An Integration of Cognitive and Neuroscientific Approaches. Palgrave MacMillan. ISBN 978-0-230-00517-4.
- Cornelius, R (1996). The science of emotion. New Jersey: Prentice Hall..
- 978-989-643-034-4.
- Freitas-Magalhães, A. The Psychology of Emotions: The Allure of Human Face. Oporto: University Fernando Pessoa. 2007.. Press.
- González, Ana Marta (2012). The Emotions and Cultural Analysis. Burlington, VT: Ashgate. ISBN 9781-4094-5317-8.
- Ekman, P. . "Basic Emotions". In: T. Dalgleish and M. Power (Eds.). Handbook of Cognition and Emotion. John Wiley & Sons, Inc Ltd. 1999. Sussex, UK:.
- Russell Hochschild, Arlie (1983). The managed heart: commercialization of human feeling. Berkeley: University of California Press. ISBN 9780520054547.
- Mandler, G (1984). Mind and Body: Psychology of emotion and stress. New York: Norton.. http://www.affective-sciences.org/system/files/2005_Scherer_SSI.pdf
- Roberts, Robert (2003). Emotions: An Essay in Aid of Moral Psychology. Cambridge: Cambridge University Press..
- Scherer, K (2005). „What are emotions and how can they be measured?” (PDF). Social Science Information. 44 (4): 695—729. S2CID 145575751. doi:10.1177/0539018405058216. Архивирано из оригинала (PDF) 25. 2. 2015. г.
- Solomon, R (1993). The Passions: Emotions and the Meaning of Life. Indianapolis: Hackett Publishing..
- Zeki, S.; Romaya, J.P. (2008). „Neural correlates of hate”. PLOS ONE. 3 (10): 3556. Bibcode:2008PLoSO...3.3556Z. PMC 2569212 . PMID 18958169. doi:10.1371/journal.pone.0003556 .
- Goldie, Peter (2007). „Emotion”. Philosophy Compass. 1 (6): 928—938. doi:10.1111/j.1747-9991.2007.00105.x.

## Spoljašnje veze
- Psihologija za gimnazijalce
- Emocije